# Matayba apetala
Matayba apetala är en kinesträdsväxtart som först beskrevs av James Macfadyen, och fick sitt nu gällande namn av Ludwig Radlkofer. Matayba apetala ingår i släktet Matayba och familjen kinesträdsväxter.

## Underarter
Arten delas in i följande underarter:
- M. a. apetala
- M. a. oppositifolia